# エストニアのイスラム教
本項目では、エストニアのイスラム教について記述する。
北欧の国であるエストニアはヨーロッパの中でムスリム（イスラム教徒）のコミュニティが非常に小さい国の一つである。2011年の国勢調査によれば、イスラム教の信仰を公言している人数はエストニア国内では1,508人である。エストニア国内ではムスリムの信仰を実践する人も少なく、国内にはトゥラース・イスラム文化センターという唯一のモスクがあるのみである。

## 歴史
エストニア最初のムスリムたちは、1721年のロシア帝国によるエストニア、リヴォニア征服後、ロシア帝国軍の軍務から解放されてエストニアに居住するようになったスンナ派のタタール人やシーア派のアゼリー人であった。現代において、エストニアに居住するムスリムの圧倒的多数は1940年から1941年にかけて行われたソビエト連邦軍によるエストニア占領の期間中にエストニアへと移住してきた。
1860年以降、タタール人のコミュニティはナルヴァで活動が活発化し始めた。ムスリムの宗教集会（Narva Muhamedi Kogudus）は1928年のエストニア独立の下承認され、タリンを本部とする2つ目のコミュニティ（Tallinna Muhamedi Usuühing）は1939年に承認された。寄付として受け取った基金で建設された建物はナルヴァでモスクへと改修された。1940年、ソビエト連邦政府はこの2つの宗教集会を禁止、宗教集会で使用されていた建物は第二次世界大戦中の1944年に破壊された。
現代ではタリンにモスクはなく、祈祷のためアパートの一室を改修して利用している。エストニア国内のムスリムコミュニティは政治的には穏健派であり、世界のイスラム教コミュニティの中では珍しいことに、スンナ派とシーア派の信仰が共同で行われている。

### ギャラリー

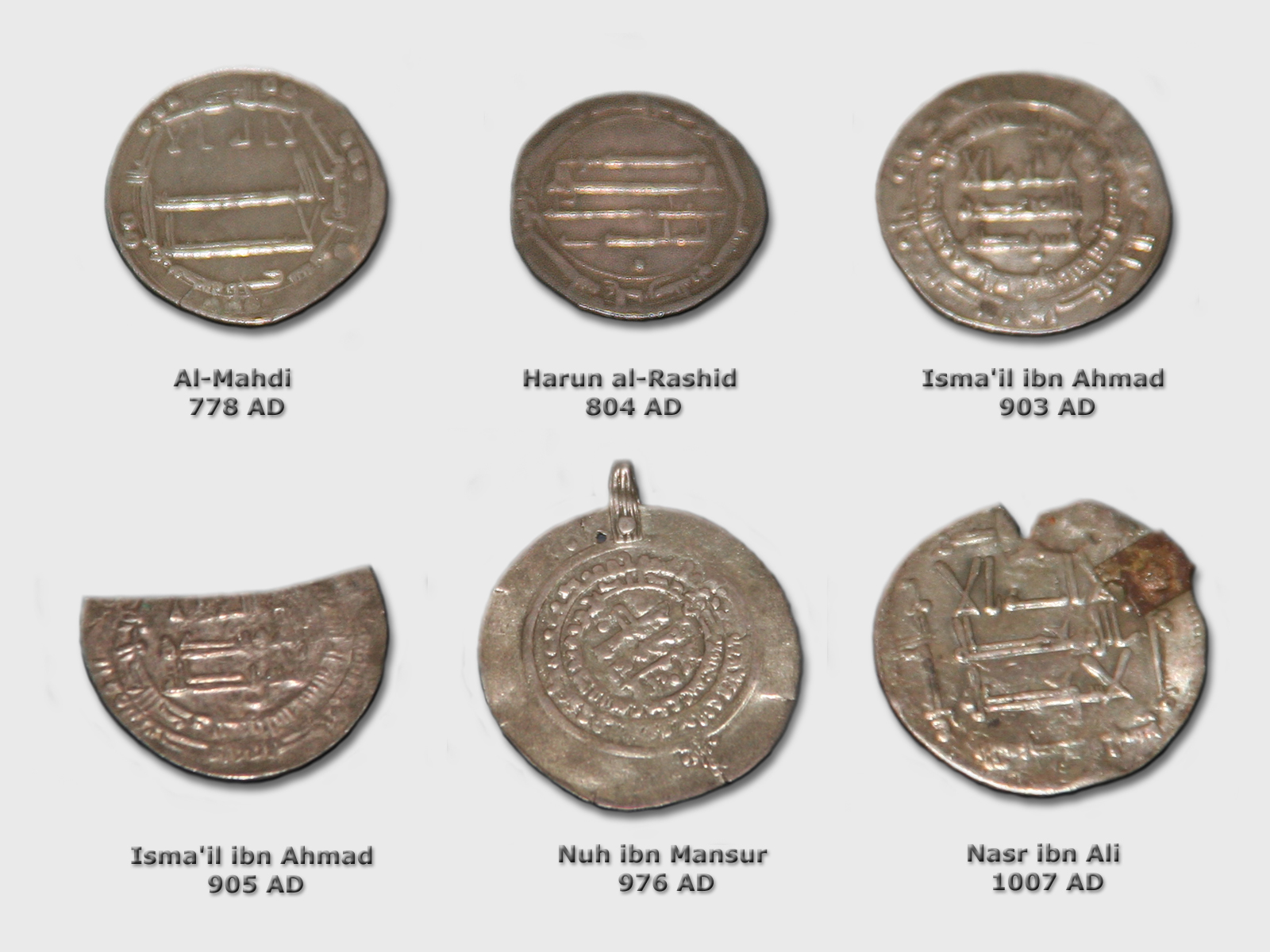
エストニアで見つかったイスラーム黄金時代の硬貨